# 柳多戀
柳多戀（： You Da-Yeon，1998年1月15—）2017年3月22日，作為Zenith Media Contents公司推出的五人女子組合LIPBUBBLE成員出道，並擔任副唱，2019年5月21日，該五人女子組合解散。2023年10月20日，發行首張個人單曲《down down down》。

## 音樂作品

### 迷你專輯
| 專輯 | 專輯資料                                                      | 曲目                                            |
| 1st  | 《New Age》 - 數位版發行日期：2025年7月5日 - 語言：韓語、英語 | 曲目 1. Oh My 2. Dive 3. 도키도키❤️(DokiDoki❤️) |